# Filip Kukuličić
Filip Kukuličić (in serbo Филип Кукуличић?; Podgorica, 13 febbraio 1996) è un calciatore montenegrino, attaccante del Tempo Francoforte.